# Drezna
Drezna - Дрезна (rus) és una ciutat de l'óblast de Moscou, a Rússia. Es troba a la vora del riu Drezna, un afluent del Kliazma, a 77 km a l'est del centre de Moscou.

## Història
Drezna fou creada el 1897 per allotjar els treballadors d'una fàbrica tèxtil construïda feia poc per dos fills de l'industrial Ivan Simin d'Orékhovo-Zúievo, una vila a 10 km de distància. Aconseguí l'estatus de possiólok (poble) el 1925 i el de ciutat el 7 d'octubre de 1940.